# Myron Corporation
Die Myron Corporation ist eine international tätige amerikanische Vertriebsgesellschaft mit Hauptsitz in Maywood (New Jersey), die 1949 von Mike und Elaine Adler gegründet wurde. Das Unternehmen vertreibt personalisierte Werbegeschenke für Firmenkunden.

## Struktur
Das Familienunternehmen wird mittlerweile in zweiter Generation von dem Sohn des Gründerpaares, Jim Adler, geleitet und ist mit Dependancen hauptsächlich in Kanada, Honduras und China vertreten. Für den europäischen Markt wurde 1997 das Tochterunternehmen Adler Vertriebs GmbH & Co Werbegeschenke KG mit Hauptsitz in Saarbrücken gegründet. Zu der Niederlassung in Saarbrücken gehört die 2009 eröffnete Produktionsstätte HCE. Im HCE werden von circa 200 Mitarbeitern die Personalisierungsmaßnahmen durchgeführt. Der Name ist das Akronym von Harrison, Caroline und Elaine, den Kindern von J. Adler. Weitere Dependancen dieses Tochterunternehmens entstanden 2003/04 in Cardiff und im April 2010 in Aachen mit jeweils etwa 100 Mitarbeitern. Europaweit arbeiten über 650 Mitarbeiter für das Unternehmen. Zusammen mit der Muttergesellschaft Myron Corporation verfügt das Unternehmen weltweit über annähernd 1.500 Mitarbeiter.

## Einzelnachweis
1. ↑  Pressemitteilung 2010 der AGIT (PDF; 105 kB)